# Maria de Hannover

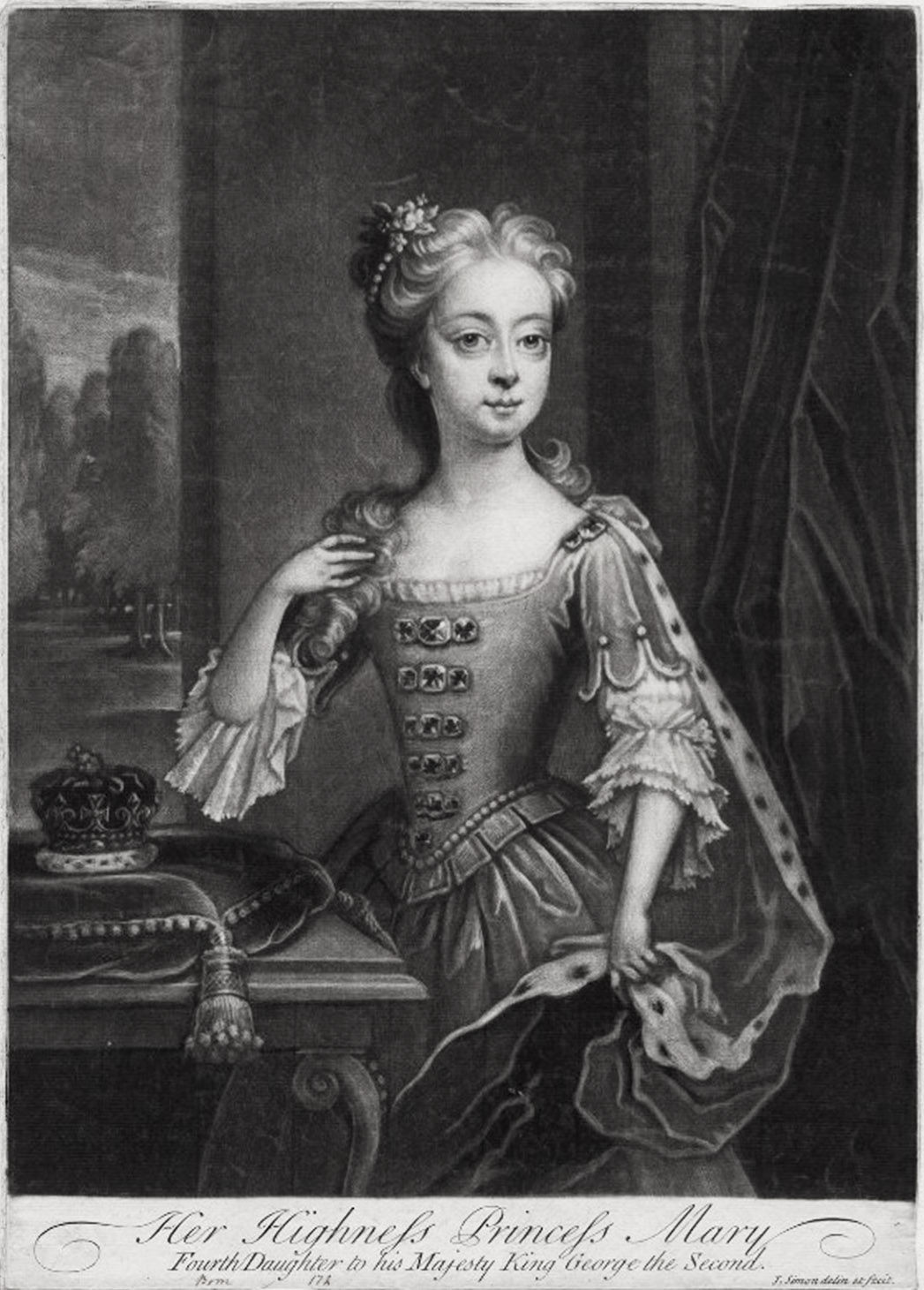
Maria de Hannover

Maria de Hannover va néixer a Londres el 5 de març de 1723 i va morir a Hanau el 14 de gener de 1772. Era filla del rei Jordi II del Regne Unit (1683-1760) i de Carolina de Brandenburg-Ansbach (1691-1743).
De 1760 a 1764 va governar com a regent el comtat de Hanau-Münzenberg, que finalment s'incorporà a Hessen-Kassel, ja governat pel seu fill Guillem. Els darrers anys de la seva vida els va passar al castell de Rumpenheim, a Offenbach del Meno.

## Matrimoni i fills
El 28 de juny de 1740 es va casar amb Frederic II de Hessen-Kassel (1720-1785), fill del landgravi Guillem VIII (1682-1760) i de Dorotea de Saxònia-Zeitz (1691-1743). El 1749 el seu marit es va convertir al catolicisme, fet que comportà el rebuig tant de Maria com del pare de Frederic, el langravi Guillem VIII. El 1754 el matrimoni es va separar i Maria es va fer càrrec de l'educació dels seus fills, segons els cànons del calvinisme, fins que dos anys després es traslladà a viure a Dinamarca per tenir cura, a més, dels fills de la seva gemana, la reina Lluïsa. Maria i Frederic van tenir quatre fills:
- Guillem (1741-1742).
- Guillem (1743-1821).
- Carles (1744-1836), casat amb Lluïsa de Dinamarca (1750-1831).
- Frederic (1747-1837), casat amb Carolina de Nassau-Usingen (1762-1823).